# 9127 Brucekoehn
9127 Brucekoehn eller 1998 HX51 är en asteroid i huvudbältet som upptäcktes den 30 april 1998 av LONEOS vid Anderson Mesa Station. Den är uppkallad efter den amerikanska astronomen Bruce W. Koehn.